# Завичајни музеј Прибој
Завичајни музеј је музеј комплексног типа, завичајног карактера који је у Прибоју основан 1990. године.

## Делатност музеја
Основну делатност музеја чини изучавање, сакупљање, чување и презентација уметничко – историјских дела културне баштине прибојског краја. Редовну делатност Музеја сачињава и израда потребних програма и пројеката за конкурисање код надлежних министарстава, међународних организација и др. У овај корпус припадају и маркетиншки послови на афирмацији музеологије и културно – историјске баштине прибојског краја путем медија и рада дечијих и омладинских радионица. Кроз ове делатности развија се и просветно – педагошки рад музеја.

## Рад музеја
Његов рад је организован кроз одељења. У оквиру етнографског и уметничког одељења одвијају се редовни послови на обради музеалија. У Етнографском одељењу посебна пажња је посвећена опремању простора за сталну етнографску поставку у кући Јевђевића. У Уметничком одељењу наставиће се обрада слика и цртежа из збирке Међународне дечије уметничке читаонице. Због недостатка потребног стручног кадра (кустоса- историчара и конзерватора – препаратора) није могућ континуиран рад у оквиру Историјског одељења и Конзерваторског атељеа. Повремени послови, у оквиру ових одељења, обављаће се уз привремени ангажман потребног стручног кадра путем Јавних радова и уз сарадњу са сродним установама из Србије. Музејска библиотека се употпуњава куповином потребне стручне литературе и разменом са сродним установама Србије. Административно – финансијске послове за музеј обавља Заједничка служба Општине Прибој, уз помоћ стално запослених радника музеја.

### Одељења
- Археолошко одељење
- Етнографско одељење
- Уметничко одељење
- Историјско одељење
- Библиотека
- Конзерваторска радионица

#### Уметничко одељење

##### Легат Надежде Наде Виторовић
При уметничком одељењу, као посебне целине, функционише легат са галеријом Надежде Наде Виторовић.

#### Етнографско одељење

##### Легат Вујице Јевђевића
На Етнографском одељењу налази се легат Вујице Јевђевића, професора доктора наука, који је музеју поклонио кућу на Зеленцу, чија је градња започела 1872. а завршена 1876. године.

## Простор музеја
Завичајни музеј располаже пословним простором од 800m2 и дворишним простором од 1.200 m2. Завичајни музеј је у старом делу града, на Бријегу у кући Стевовића, угледне трговачке породице из Прибоја.Завичајни музеј у Прибоју 2012. године коначно добија зграду за сталну поставку своје збирке. У 380 квадрата експонати од неолита до средњег века. Из таме векова, депоа и конзерваторских радионица у витрине ће се коначно преселити благо векова, које је сакупљено за 22 године рада Завичајног музеја у Прибоју. Драгоцености ископане у Лукама, Челини, Јармовцу, на Голешком брду и на више локација у Доњем Полимљу наћи ће се пред посетиоцима. Захваљујући подршци „Прогреса“ од 100.000 евра и општине са 35.000 евра, приводи се крају адаптација куће од 380 квадрата, чиме започиње и уређење старог градског језгра. Кућа је, иначе, својеврсни споменик народног градитељства – у последњој деценији 19. века саградио ју је познати трговац Добро Стевовић.

## Појединачни пројекти
Појединачни (специјализовани) пројекти музеја се реализују кроз рад музејских одељења. Односе се на истраживања, издавачку, изложбену и просветно – педагошку делатност захваљујући налазима скелета, алаткама од камена и кости, оруђу и накиту израђеном од бронзе, гвожђа и ћилибара.

## Стална музејска поставка
Простор за сталну музејску поставку опремљен је 2012. године и у овом тренутку у њему се налазе 4 тематске поставке:
- Јармовачки рудари у приземљу
- Манастир Бања и Мажићи
- Варошка мода у Прибоју на спрату
- Живот и дело Вујице Јевђевића у спомен кући Јевђевића

Ове изложбе биће замењене када се буде реализовала стална музејска поставка заснована на културно-историјској баштини прибојског краја.

## Праисторија и средњи век на једном месту
Трагом јармовачких рудара, Прибојци су дошли до сазнања о богатој историји металургије у свом крају.
Свет праисторијских житеља Калуђерског Поља, код Прибоја, дочаравају пронађени алати, оружје, накит, хумке с краја четвртог миленијума пре нове ере. Недалеко су чувени Мажићи, са манастиром Ораховица, из друге половине 12. века. Познато је да су у том манастиру, у 15. и 16. веку, рађени хируршки захвати. У том крају је и манастир Бања, задужбина Немањића, у коме су столовали први српски епископи.
То су детаљи из богате прошлости прибојског краја, које један од најмлађих музеја у Србији истражује и чува.